# Apollodoros från Damaskus
Apollodoros från Damaskus (grekiska Ἀπολλόδωρος), omkring 65 e.Kr. i Damaskus, död omkring 130 e.Kr. i Rom, var en syrisk arkitekt, verksam omkring år 100 e.Kr.
Apollodoros uppförde 98–117 Trajanus forum i Rom med den väldiga femskeppiga Basilica Ulpia och Trajanuskolonnen. Han ritade även biblioteken, triumfbågen och det av Hadrianus åt Trajanus tillägnade templet. Därutöver tillskrivs han Trajanus termer.
Apollodoros, som för en kort tid lyckades lyfta den romerska arkitekturen till nya höjder, utförde även ett annat storverk, nämligen den stenbro som Trajanus i Dacien lät bygga över Donau.
Han hamnade senare i onåd, landsförvisades och blev år 129 på Hadrianus befallning dödad.